# Hey, Brother, Pour the Wine
Hey, Brother, Pour the Wine – kompilacyjny album muzyczny Deana Martina wydany 30 listopada 1964 roku przez Capitol Records. Zawiera utwory, które Martin nagrał podczas współpracy z Capitol Records, zanim przeniósł się do wytwórni Reprise Records. 

## Utwory
| Nr | Tytuł                           | Długość |
| A1 | Hey Brother Pour The Wine       | 2:36    |
| A2 | Sway (Quien Sera)               | 2:42    |
| A3 | Try Again                       | 2:40    |
| A4 | The Man Who Plays The Mandolino | 2:55    |
| A5 | Memories Are Made Of This       | 2:15    |
| A6 | Peddler Man                     | 2:50    |
| B1 | Standing On The Corner          | 2:46    |
| B2 | Love Me! Love Me!               | 2:33    |
| B3 | That's What I Like              | 2:37    |
| B4 | Solitaire                       | 2:48    |
| B5 | Just In Time                    | 2:14    |